# Großer Refraktor (Potsdam)

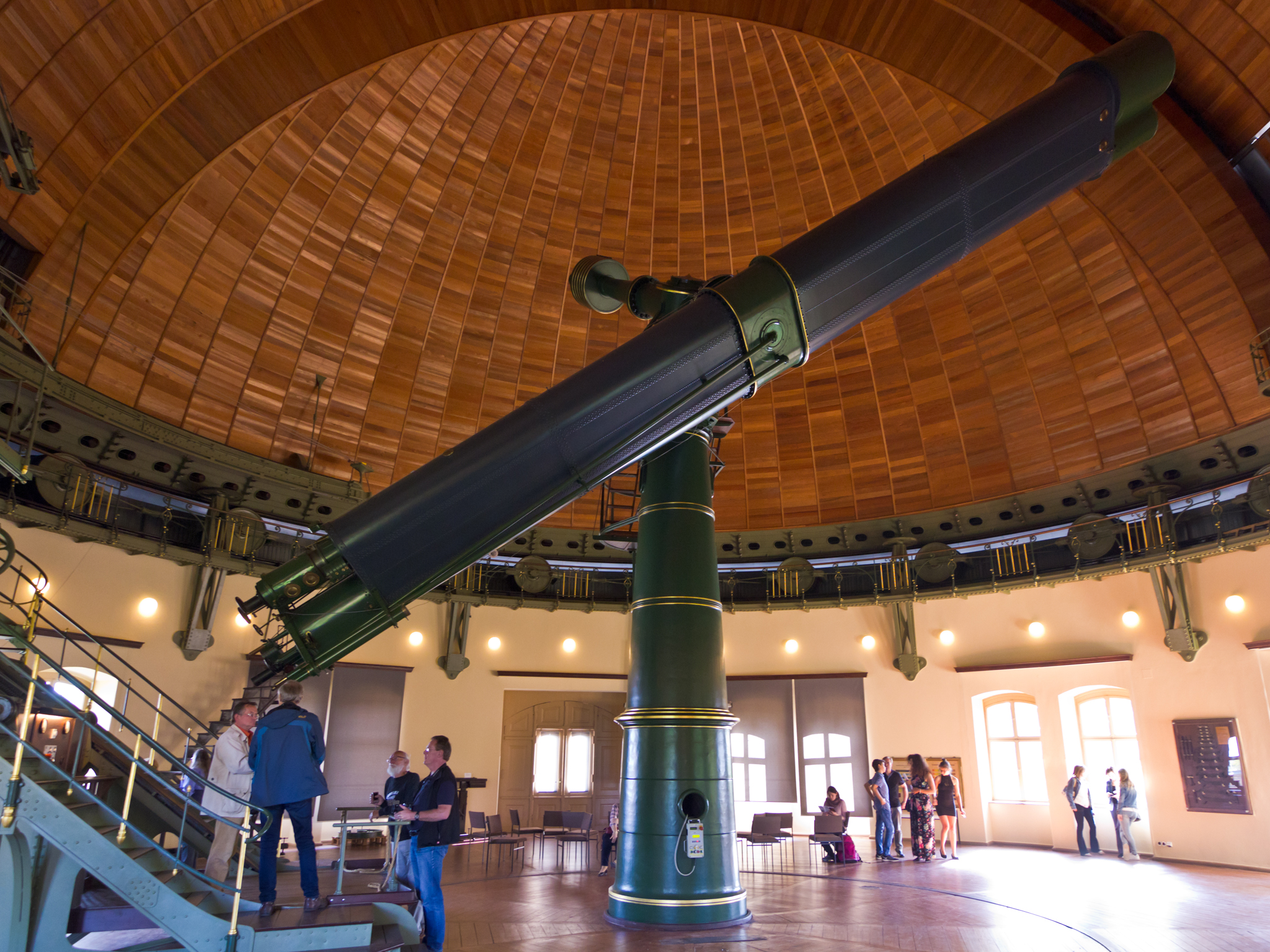
Großer Refraktor

Als Großer Refraktor (Linsenfernrohr) wird in Potsdam das große, 1899 aufgestellte Doppelteleskop und das umgebende Kuppelgebäude auf dem Potsdamer Telegrafenberg bezeichnet.
Die erste speziell für Astrophysik errichtete Sternwarte liegt im heutigen Wissenschaftspark Albert Einstein und gehört zum Leibniz-Institut für Astrophysik Potsdam.
Das Teleskop und sämtliche Gebäude auf dem Gelände stehen unter Denkmalschutz. Ein Förderverein kümmert sich um den Erhalt des Großen Refraktors.

## Geschichte

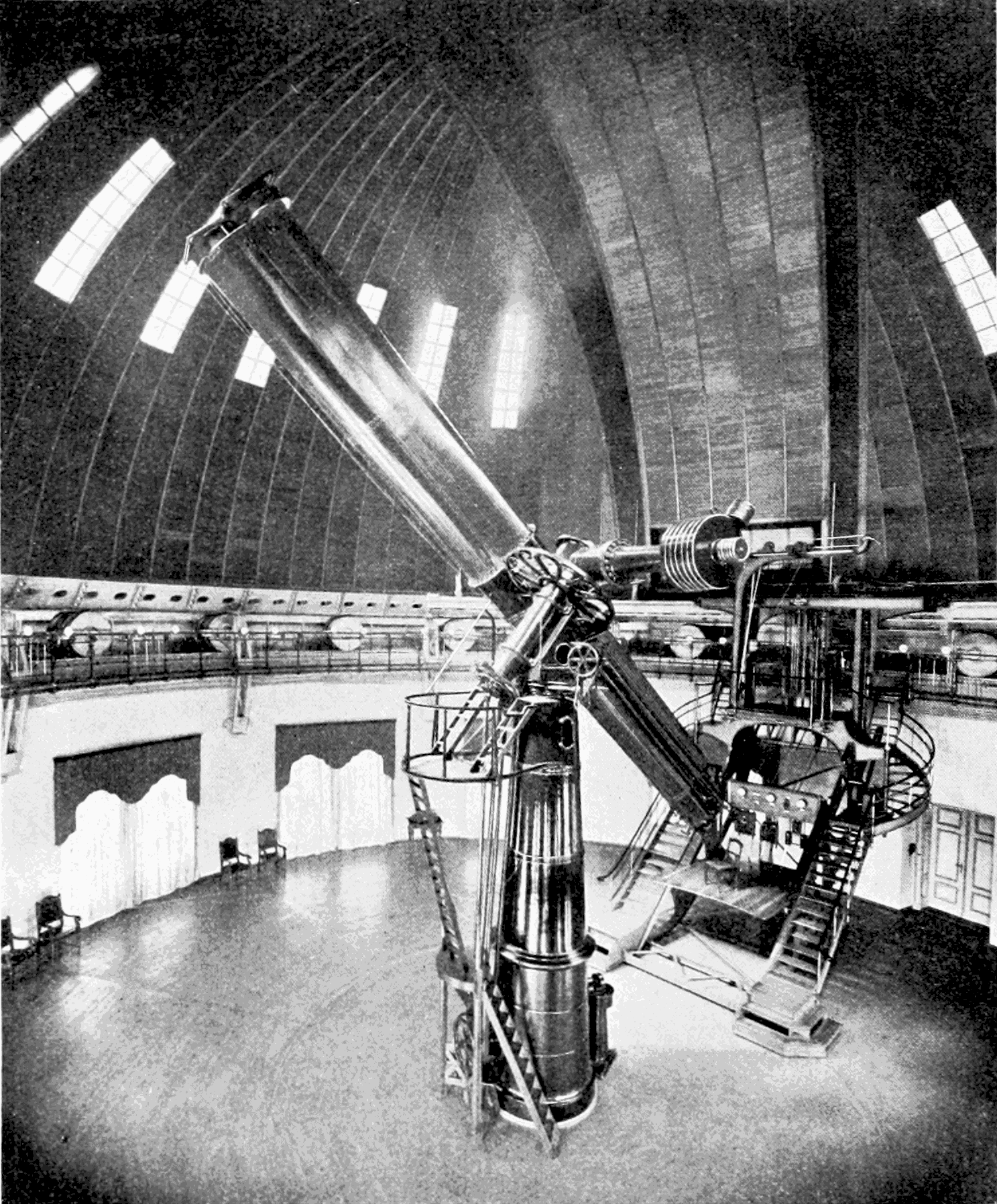
Der Große Refraktor um 1900

Das Instrument wurde am 26. August 1899 in Anwesenheit des Kaisers Wilhelm II. als Hauptteleskop des Astrophysikalischen Observatoriums Potsdam in Betrieb genommen.
Der große Refraktorturm für das astrophysikalische Observatorium wurde von Baurat Fritz Laske errichtet.
Ein wissenschaftlicher Höhepunkt war 1904 die Entdeckung des diffusen interstellaren Mediums durch Johannes Franz Hartmann. Er konnte es durch stationäre Spektrallinien von Kalzium an spektroskopischen Doppelsternen nachweisen.
1945 wurden der mechanische Teil des Instruments und das Gebäude durch einen Luftangriff beschädigt. Die Reparatur und Modernisierung des Refraktors erfolgte zwischen 1950 und 1953 durch die Firma Carl Zeiss in Jena. Beobachtungen wurden dann noch bis 1968 am Refraktor durchgeführt, danach wurde der Betrieb eingestellt.
Durch den 1997 gegründeten „Förderverein Großer Refraktor Potsdam e. V.“ und viele Spenden konnte das Teleskop fürs erste 1999 und dann vollständig zwischen 2003 und 2006 denkmalgerecht restauriert werden. Wieder voll funktionstüchtig, wurde es im Juni 2006 neu eingeweiht.

## Technik
Das Teleskop ist als Doppelrefraktor mit zwei fest miteinander verbundenen Fernrohren ausgeführt, getragen von einer gemeinsamen äquatorialen Montierung ist es das viertgrößte Linsenteleskop der Welt. Es steht als Denkmal der feinmechanisch-optischen Industrie und der Anfänge der astrophysikalischen Forschung Ende des 19. Jahrhunderts unter Schutz.
Das fotografische Fernrohr (Astrograf) besitzt ein Objektiv von 80 cm und einer Brennweite von 12,14 m. Das optische Fernrohr hat 50 cm Öffnung und 12,59 m Brennweite. Es ist für visuelle Beobachtungen konstruiert, kann aber für Himmelsaufnahmen mit langer Belichtungszeit auch als präzises Leitfernrohr dienen.
Die drehbare Kuppel wiegt 200 Tonnen und misst 21 Meter im Durchmesser.

## Wissenswertes
Die nächtliche Ansicht des Großen Refraktors dient als Einführungs- und Schlusssequenz in der Wissenschaftssendung Frag den Lesch (bis September 2013 unter dem Titel Leschs Kosmos).